# Radoslav Brzobohatý

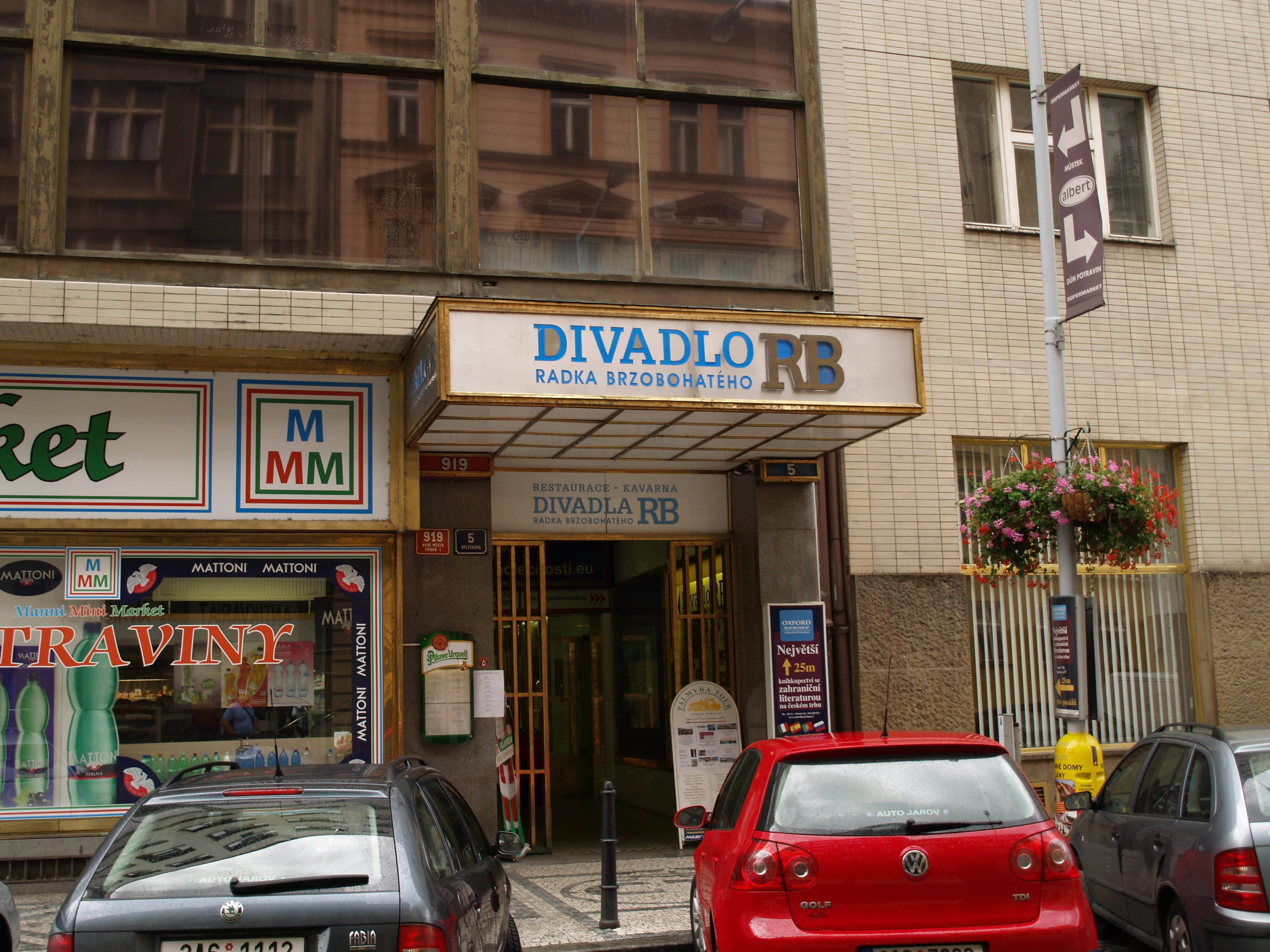
Eingang zu Brzobohatýs Theater in Prag

Radoslav Brzobohatý (* 13. September 1932 in Vrútky, Tschechoslowakei; † 12. September 2012 in Prag, Tschechische Republik) war ein tschechischer Schauspieler und Dramatiker.

## Leben
Dem deutschen Publikum wurde Radoslav Brzobohatý vor allem durch seine Rolle als Pavel Bláha in der Fernsehserie Die Kriminalfälle des Majors Zeman und als Sherlock Holmes in der 23-teiligen Fernsehserie Die Rückkehr der Märchenbraut bekannt.
Er war der Vater von Ondřej Brzobohatý und Ehemann der Schauspielerin Hana Gregorová (geb.1952). Mit ihr gründete er ein eigenes Theater mit Namen Divadlo Radka Brzobohatého in Prag.

## Filmografie (Auswahl)
| - 1959: Die das Gesetz nicht schützt (Mstitel) - 1960: Die weiße Spange (Bílá spona) - 1963: Angst (Strach) - 1963: Seine Majestät, Kollege König (Král Králů) - 1964: Das Attentat (Atentát) - 1964: ...und wenn wir gemeinsam gehen (Hvězda zvana pelyněk) - 1964: Sprung ins Dunkel (Skok do tmy) - 1966: Der Mörder verbirgt sein Gesicht (Vrah skryvá tvář) - 1966: Die Dame auf den Schienen (Dáma na kolejích) - 1967: Das Haus der verlorenen Seelen (Dům ztracených duší) - 1968: Die Giraffe im Fenster (Žirafa v okně) - 1969: Das Ohr (Ucho) - 1970: Der Mörder auf den Schienen (Na kolejích čeká vrah) - 1970: Ich habe Einstein umgebracht (Zabil jsem Einsteina, pánové) - 1971: Der junge Herr Vek (F.L. Věk) - 1972: Ich weiß, daß du der Mörder bist (Vím, že jsi vrah) - 1972: Die Oase (Oáza) - 1973: Verdacht (Podezření) - 1974: Der Tag, der nicht stirbt (Den, ktorý neumrie) | - 1976–1977: Die Kriminalfälle des Majors Zeman (30 případů majora Zemana) - 1978: Prinz und Abendstern (Princ a Večernice) - 1980: Dunkle Sonne (Cerne Slunce) - 1982: Schneeglöckchen und Alleskönner (Sněženky a machři) - 1985: Die Nacht des smaragdgrünen Mondes (Noc smaragdového měsíce) - 1986: Mich überfiel die Nacht (Zastihla mě noc) - 1981/87: Zahm für einen Sommer (Zkrocení zlého muže) - 1990/1993: Die Rückkehr der Märchenbraut (Arabela se vrací) (Fernsehfilm) - 1993: Die sieben Raben (Sedmero krkavců) - 1995: Der Schlüssel zum Glück (Tajomstvo šťastia) - 1999: Teuflisches Glück (Z pekla štěstí) - 2005: 1945 – Schatten der Vergangenheit (Krev zmizelého) - 2005–2008: Ulice (21 Folgen) - 2007: Rückkehr der Störche (Návrat bocianov) - 2012: Die zwölf Monate (Dvanáct měsícků) |